# پیر بوگر
پیر بوگه (به فرانسوی: Pierre Bouguer) ‏ (زاده ۱۶ فوریه ۱۶۹۸ در کرواسیک - درگذشته ۱۵ اوت ۱۷۵۸ در پاریس) ریاضی‌دان،فیزیکدان، متخصص ژئودزی و ژئوفیزیک، و ستاره‌شناس فرانسوی و پدر معماری دریایی بود.
وی در سال ۱۶۹۸ در فرانسه به دنیا آمد و در سال ۱۷۵۸ در گذشت.
بوگه نخستین کسی بود که نسبت شدت نور خورشید و ماه را مشخص کرد و اعلام کرد که شدت نور خورشید ۳۰۰،۰۰۰ برابر نور ماه است.